# Syuja
Syuja (nep. स्युजा) – gaun wikas samiti w zachodniej części Nepalu w strefie Rapti w dystrykcie Dang Deokhuri. Według nepalskiego spisu powszechnego z 2001 roku liczył on 880 gospodarstw domowych i 4604 mieszkańców (2491 kobiet i 2113 mężczyzn).